# Argostemma bicolor
Argostemma bicolor är en måreväxtart som beskrevs av George King. Argostemma bicolor ingår i släktet Argostemma och familjen måreväxter. Inga underarter finns listade i Catalogue of Life.